# Tektonophysik
Tektonophysik ist ein Teilgebiet der Geophysik, das sich mit den physikalischen Prozessen der tektonischen Deformation befasst. Das Gebiet umfasst die Messung oder Berechnung von Spannungs- und Dehnungsfeldern an der Erdoberfläche und der Rheologie von Kruste, Mantel, Lithosphäre und Asthenosphäre.

## Prozesse
Die Tektonophysik befasst sich mit Bewegungen und Verformungen in der Erdkruste auf einer Skala von einigen Metern bis zu Tausenden von Kilometern, meist anhand von lokalen oder regionalen Prozessen und an strukturellen Grenzen. Häufiger Gegenstand sind die Zerstörung von kontinentaler Kruste (z. B. gravitative Instabilität) und ozeanischer Kruste (z. B. Subduktion), die Konvektion im Erdmantel (Verfügbarkeit von Schmelzen), der Verlauf von Kontinentalverschiebungen sowie Auswirkungen der Plattentektonik zweiter Ordnung, wie die thermische Kontraktion der Lithosphäre.